# Jaworzyna (1052 m)
Jaworzyna (1052 m) – szczyt w Grupie Oszusa w Beskidzie Żywiecko-Kisuckim, znajdujący się w głównym grzbiecie tego pasma, pomiędzy przełęczami Glinka i Przysłop, a dokładniej pomiędzy Małym Smerekowem (1048 m) a Kaniówkami (952 m). Grzbietem tym przebiega granica polsko-słowacka oraz Wielki Europejski Dział Wodny.
Jaworzyna ma dwa wierzchołki o tej samej wysokości (współrzędne w infoboksie dotyczą wierzchołka południowo-zachodniego). Granicę, co jest dość rzadkie, nie poprowadzono jednak przez wierzchołki Jaworzyny, lecz nieco po ich wschodniej stronie, wskutek czego obydwa wierzchołki znajdują się na terenie Polski. Na słowacką stronę Jaworzyna nie tworzy żadnego grzbietu, w jej stok wcinają się tylko źródłowe potoki Klinianki. Natomiast na polską stronę, w południowo-zachodnim kierunku odchodzi od Jaworzyny grzbiet ze szczytem Smereków Wielki. Grzbiet ten opływają dwa potoki; Smerekówka i Urwisko, ich źródłowe cieki znajdują się na stokach Jaworzyny.
Jaworzyna to nazwa w Karpatach często spotykana, również w Beskidzie Żywieckim jest kilka szczytów o tej nazwie. Nazwa pochodzi od drzewa jawor. Jest całkowicie porośnięta lasem, ale na jej północno-zachodnich stokach dość wysoko, bo aż do wysokości 840 m doliną Smerekówki podchodzą pola należącego do Soblówki osiedla Smereków Wielki.
Polskie stoki Jaworzyny znajdują się w granicach miejscowości Glinka w województwie śląskim, w powiecie żywieckim, w gminie Ujsoły, słowacki stok znajduje się w powiecie Namiestów.

## Szlak turystyczny
słowacki szlak graniczny